# Zdenko Kožul

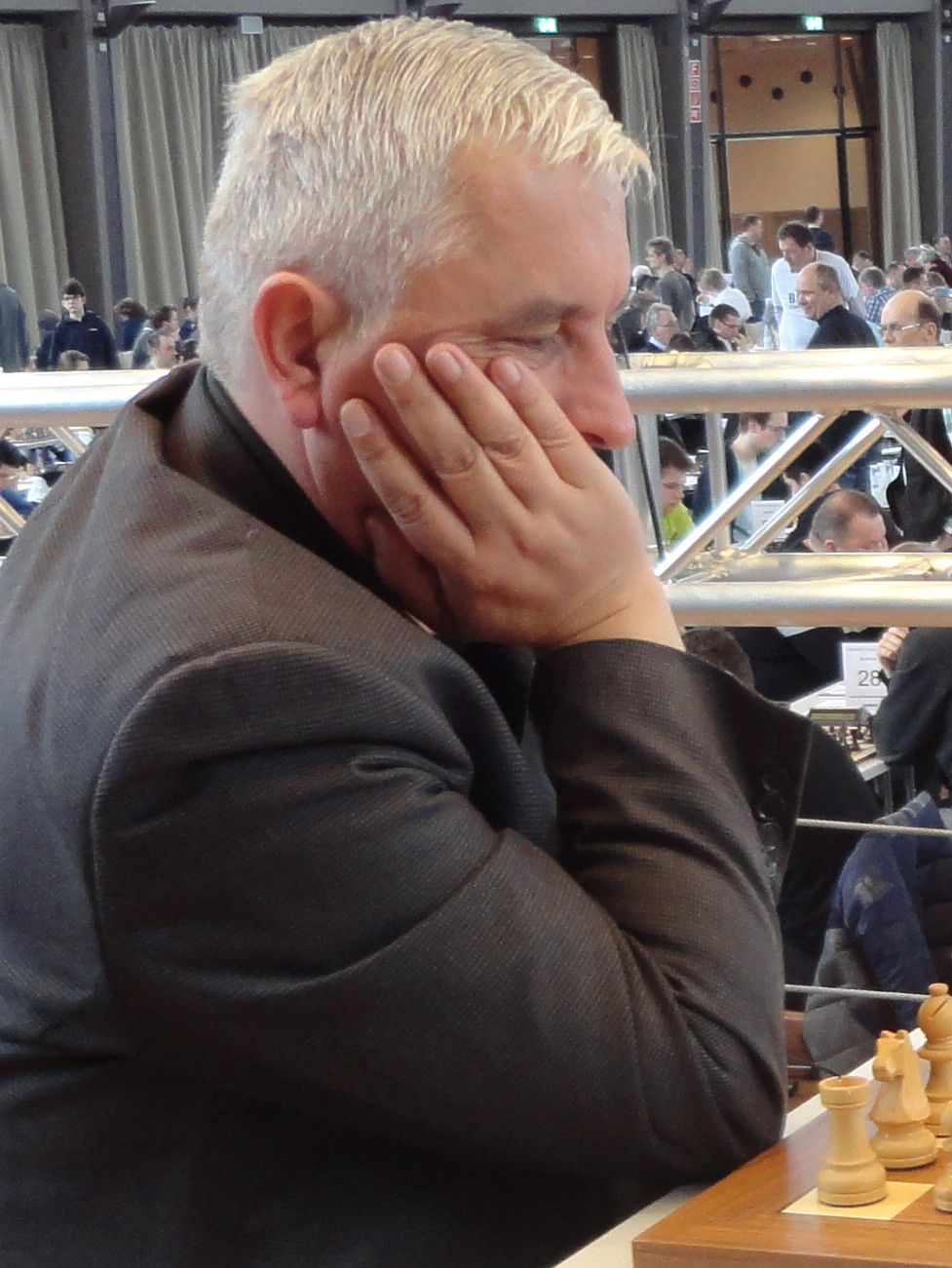
Zdenko Kožul, Karlsruhe 2016

Zdenko Kožul (Bihać, 21 mei 1966) is een Kroatische schaker met een FIDE-rating van 2640 in 2004 en 2614 in 2015. Hij is sinds 1989 een grootmeester. Vroeger speelde hij voor Joegoslavië.
In 1989 en 1990 won Kožul het schaakkampioenschap van Joegoslavië.  
Van 7 t/m 17 november 2005 speelde hij mee in het toernooi om het kampioenschap van Kroatië dat door Krunoslav Hulak met 7.5 punt uit 11 ronden gewonnen werd. Kožul eindigde met 7 punten op de tweede plaats

## Schaakcarrière
Kožul werd geboren in Bihać in het noordwesten van Bosnië (toentertijd in de Socialistische Federale Republiek Joegoslavië). In 1989 ontving hij van de  FIDE de grootmeestertitel. In 1989 en 1990 was hij kampioen van Joegoslavië. In 1990 won hij de bronzen medaille spelend voor het Joegoslavische team in de Schaakolympiade in Novi Sad.
Na het uiteenvallen van Joegoslavië speelde Kožul voor  Bosnië en Herzegovina, en in 1992 maakte hij deel uit van het Bosnische Olympiade-team.  In 1993 vestigde Kožul, zelf van Kroatische afkomst, zich in Kroatië, waarna hij in Kroatische teams speelde. In 1995 won hij een open toernooi in Zadar. In 1999 won hij het vierde Nova Gorica Open. In 2003 won hij de 11e Vasja Pirc Memorial, in Maribor.
In 2004 kwam Kožul bij de laatste 16 op het Wereldkampioenschap schaken 2004 in Tripoli; vervolgens verloor hij van de Bulgaarse grootmeester Veselin Topalov, die later wereldkampioen werd.  Zijn indrukwekkendste resultaat was het in 2006 winnen van het Europees kampioenschap schaken in Kuşadası.
In maart 2012 won Kožul het Zagreb Open.